# زینسهایم
شهر زینسهایم (به آلمانی: Sinsheim) در ایالت بادن-وورتمبرگ در کشور آلمان واقع شده‌است.